# Sarchiatrice
La sarchiatrice è una macchina agricola usata per effettuare lavori di sarchiatura. La sarchiatura è un'operazione necessaria per rompere la crosta del terreno ed eliminare le malerbe vicino alle colture. 
È portata da un trattore su colture a file di sufficiente larghezza, come pomodoro, patata, granturco, girasole, barbabietola ed altre, con lo scopo di rimuovere le erbe infestanti. 
La sarchiatrice è composta da un telaio, che comprende una barra orizzontale su cui sono disposti organi lavoranti (zappette, dischi, denti verticali) fissi o rotanti, che smuovono il terreno nell'interfila (ossia tra le file) senza danneggiare le piante coltivate. Oltre alla rimozione delle infestanti, la rottura della crosta superficiale del terreno riduce l'evaporazione dell'acqua. Alcuni modelli di sarchiatrice sono dotati, lateralmente, di organi che eseguono la rincalzatura.